# Nyctimantis rugiceps
Nyctimantis rugiceps là một loài ếch thuộc họ Nhái bén. Nó là đại diện duy nhất của chi Nyctimantis và không bị đe dọa tuyệt chủng.
Loài này có ở Ecuador, Peru, và có thể cả Colombia. Môi trường sống tự nhiên của chúng là rừng ẩm vùng đất thấp nhiệt đới hoặc cận nhiệt đới và đầm nước nhiệt đới hoặc cận nhiệt đới. Chúng hiện đang bị đe dọa vì mất môi trường sống.